# Parco nazionale di Senghar-Jabess
Il parco nazionale di Senghar-Jabess è un parco nazionale della Tunisia situato nel governatorato di Tataouine. Istituito il 29 marzo 2010, si estende su una superficie di 2870 km². La sua gestione è affidata al ministero dell'Agricoltura.
Scopo del parco è proteggere la fauna e la flora del Grande Erg orientale. Ospita, tra gli altri, la gazzella bianca (Gazella leptoceros), la gazzella dorcade (Gazella dorcas), il fennec (Vulpes zerda) e l'ubara africana (Chlamydotis undulata).